# 般若畑村
般若畑村（はんにゃばたむら）は、かつて岐阜県揖斐郡にあった村である。
現在の揖斐郡池田町般若畑に該当する。

## 歴史
- 1889年（明治22年）7月1日 - 町村制により、般若畑村が発足。
- 1897年（明治30年）4月1日[2] - 大野郡の一部と池田郡の合併により揖斐郡所属となる。
- 1897年（明治30年）4月1日 - 宮地村、小牛村、願成寺村、段村、船子村が合併し宮地村が発足。同日般若畑村廃止。